# Zbigniew Bilicki
Zbigniew Bilicki (ur. 1924, zm. 10 kwietnia 2013) – przewodniczący Rady Starszyzny Romów w Polsce, wieloletni działacz na rzecz społeczności i propagator kultury romskiej, założyciel międzynarodowego zespołu pieśni i tańca Romów "Baro Drom".
W czasie II wojny światowej więzień obozu koncentracyjnego. W 1956 r., założył, a następnie prowadził uznany międzynarodowy zespół pieśni i tańca Romów "Baro Drom". W czasie swojej kariery jako kierownik zespołu, wykształcił muzycznie kolejnych osiem pokoleń artystów. W latach 60-XX wieku, w związku z represjami władz w stosunku do Romów i zakazem wędrowania taborami, doprowadził do akcji osiedleńczej w Olsztynie, sprowadzając tam ok. 150 rodzin. Był inicjatorem budowy osiedle dla rodzin romskich w Olsztynie, w latach 1956–1957. Zorganizował też spółdzielnię kotlarską "Metalowiec", by dać zatrudnienie kilkudziesięciu członkom swojej społeczności, a także doprowadził do powstania romskiej szkoły, stając się jednym z prekursorów edukacji wśród Romów.
Był honorowym członkiem Sejmiku Województwa Warmińsko-Mazurskiego. W 2010 r., został odznaczony Złotym Krzyżem Zasługi przez prezydenta RP Lecha Kaczyńskiego.